# Tomos d'autocéphalie de l'Église d'Ukraine

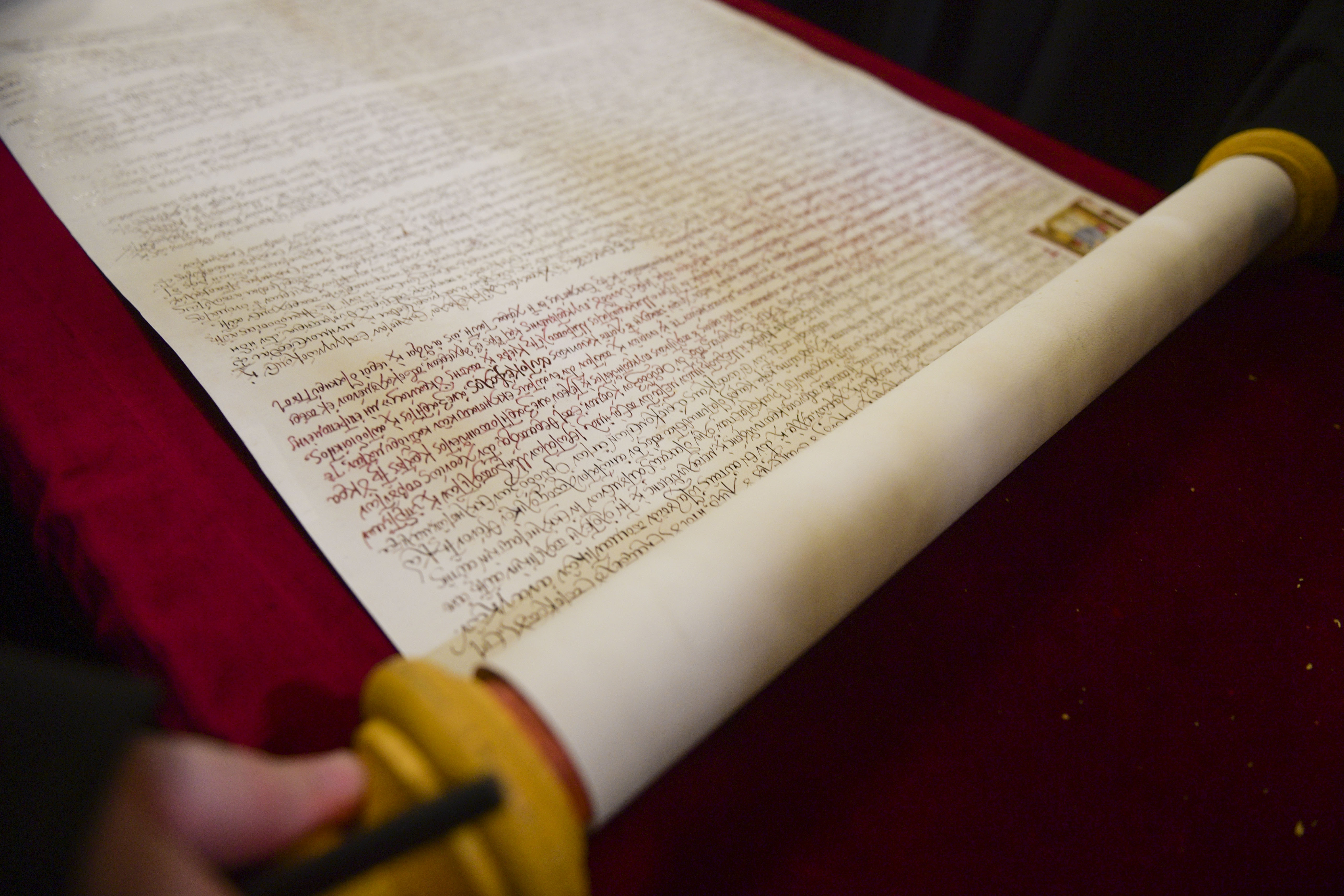
Tomos d'autocéphalie de l'Église d'Ukraine

Le tomos patriarcal et synodal accordant l'organisation d'église autocéphale à l'Église orthodoxe en Ukraine (en grec moderne : Πατριαρχικὸς καὶ Συνοδικὸς Τόμος χορηγήσεως αὐτοκεφάλου ἐκκλησιαστικοῦ καθεστῶτος εἰς τὴν ἐν Οὐκρανίᾳ Ὀρθόδοξον Ἐκκλησίαν) est un document canonique de l'Église orthodoxe publié en janvier 2019 par le patriarche œcuménique Bartholomée Ier et le Saint-Synode de l'Église orthodoxe de Constantinople pour l'Église orthodoxe d'Ukraine.
Avant cela, lors du synode constantinopolitain du 9 au 11 octobre 2018 la métropole de Kiev fut renvoyé à la juridiction de l'Église de Constantinople par l'annulation de la lettre synodale de 1686 du patriarche Denis IV Mouselimès sur le transfert de la métropole de Kiev à l'Église orthodoxe russe pour une gestion temporaire,.
Le tomos donne à la métropole de Kiev l'autorité sur les évêques, prêtres et fidèles orthodoxes sur le territoire de l'Ukraine ainsi que le statut d'Église autocéphale et fait de l'Église orthodoxe d'Ukraine la 15ème Église autocéphale de l'Église orthodoxe, à la suite de cela, elle devient une partie administrative à part entière et autonome de l'unique Église orthodoxe sans la médiation d'autres Églises locales.

## Histoire
L'autocéphalie est accordée non pas à l'Église orthodoxe ukrainienne du patriarcat de Moscou, mais au métropolite de Kiev de l'Église orthodoxe d'Ukraine, une juridiction autocéphale non-liée à Moscou, qui est rétablie lors de la réunion du synode de l'Église de Constantinople du 9 au 11 octobre 2018.
Depuis octobre 2018, tous les évêques orthodoxes ayant des sièges sur le territoire de l'Ukraine se sont automatiquement retrouvés dans la juridiction de la métropole de Kiev de l'Église orthodoxe d'Ukraine (bien qu'ils ont pu ne accepter cette décision ou refuser d'y adhérer, comme l'ont fait la plupart des évêques de l'Église orthodoxe ukrainienne du patriarcat de Moscou). Pour des fins administratives et dans l'idée de résoudre les conflits inter-orthodoxes en Ukraine, avant l'octroi de l'autocéphalie à cette métropole, le 15 décembre 2018, se tient le Concile d'unification de toutes les branches de l'orthodoxie ukrainienne, où le statut et les conditions dans lesquelles l'Église orthodoxe de Constantinople accepte d'accorder l'autocéphalie ont été adoptés : 
- la nouvelle église inclut des évêques des trois juridictions orthodoxes ukrainiennes précédentes,
- le "patriarche" Philaret de Kiev et le métropolite Macaire refusent de se présenter au poste de primat de la nouvelle église
- La juridiction de la nouvelle église est limitée exclusivement au territoire de l'Ukraine, et toutes les paroisses ukrainiennes en dehors de l'Ukraine relèvent de la juridiction des structures compétentes du Patriarcat de Constantinople (par exemple, l'Église orthodoxe ukrainienne de la diaspora, l'Église orthodoxe ukrainienne des États-Unis, l'Église orthodoxe ukrainienne du Canada, etc.) en accord avec les dispositions canoniques en usage normal en diaspora, selon le vingt-huitième canon du concile de Chalcédoine[5],[6].

Au Concile, un statut est adopté qui prend compte de toutes ces conditions canoniques, et le métropolite Epiphane d'Ukraine est élu par les évêques à la tête de la nouvelle église.
Le 6 janvier 2019 à Constantinople (aujourd'hui Istanbul) la délégation de l'Église orthodoxe d'Ukraine avec la participation du président de l'Ukraine Petro Porochenko reçoit le tomos d'autocéphalie. Le tomos est remis au primat de l'Église orthodoxe d'Ukraine, le métropolite Épiphane, lors d'une liturgie conjointe avec le patriarche œcuménique. Le lendemain, le tomos est amené en Ukraine pour une célébration dans la cathédrale Sainte-Sophie de Kiev. Le 9 janvier, le tomos est signé par tous les membres du Saint-Synode de l'Église orthodoxe de Constantinople lors d'une réunion prévue du Synode.

## Contenu

### Nom de l'Église
Le nom "Église orthodoxe en Ukraine" (ou simplement "Église en Ukraine") reflète l'ecclésiologie orthodoxe, qui suppose qu'il n'y a qu'une seule Église orthodoxe œcuménique, administrativement divisée selon le principe territorial — Église orthodoxe en Grèce, Église orthodoxe en Roumanie, Église orthodoxe en Ukraine. Bien qu'historiquement les églises locales ont utilisé des noms différents et que cela n'a pas suscité beaucoup d'attention, la condamnation par le concile de Constantinople de 1872 de l'hérésie de l'ethnophylétisme, le patriarcat de Constantinople commence à insister sur des noms théologiquement corrects qui mettent l'accent sur le territoire, pas sur l'ethnie. C'est pourquoi les documents internes de l'église utilisent les noms "Église (en) [nom du territoire]", même si le nom légal de l'église peut être différent.

### Reconnaissance par les autres Églises orthodoxes
Parmi les Églises reconnaissant l'autocéphalie, on trouve les Églises orthodoxes de Constantinople, d'Alexandrie, de Chypre et l'Église orthodoxe de Grèce. L'Église de Roumanie a quant à elle déclaré qu'elle considérait l'octroi de l'autocéphalie comme canonique mais qu'elle préférait attendre pour se prononcer officiellement.